# Thomas Smith (Diplomat)

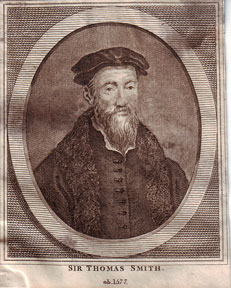
Sir Thomas Smith

Sir Thomas Smith (* 23. Dezember 1513 in Saffron Walden, Essex; † 12. August 1577) war ein englischer Gelehrter, Diplomat, Staatsmann und Professor des Zivilrechts. 
Smith besuchte das Queens’ College der University of Cambridge, dessen Fellow er 1530 wurde (mit dem Bachelor-Abschluss im selben Jahr und dem M. A. 1532) und wo er 1532 Reader wurde. Er unterrichtete Naturphilosophie und Griechisch (auch privat als Tutor). 1540 reiste er auf den Kontinent nach Frankreich und Italien und erwarb in Padua einen Abschluss in Jura (L. L. D., Doktor). 1542 kehrte er nach Cambridge zurück. Er galt zu seiner Zeit als einer der bedeutendsten Gelehrten in Großbritannien und als führender Gräzist neben seinem Freund John Cheke. Unter anderem reformierte er die Aussprache des Altgriechischen, was damals auf heftigen Widerstand stieß, aber im 19. Jahrhundert in England allgemein übernommen wurde.
1542 wurde er Regius Professor of Civil Law und 1543/44 war er Vizekanzler der Universität Cambridge. Von 1547 bis 1554 war er Provost des Eton College und 1545 Kanzler des Bischofs von Ely. Er konvertierte früh zum Protestantismus und machte unter dem Lordprotektor Edward Seymour (dessen Sekretär er 1547 wurde) Karriere als Diplomat – er wurde 1548 Staatssekretär und auf eine Mission nach Antwerpen geschickt. 1547 wurde er Mitglied des Parlaments (Marlborough) und 1548 wurde er als Knight Bachelor geadelt. Bei der Thronbesteigung der katholischen Queen Mary 1552 verlor er seine Ämter und setzte seine Karriere erst wieder unter Elisabeth I. fort, die 1558 den Thron bestieg. 1553 wurde er wieder Parlamentsmitglied (Grampound, ab 1559 Liverpool und 1571/72 Essex) und 1562 bis 1566 Botschafter in Frankreich (wo er schon 1550 auf diplomatischer Mission war, 1567 und nochmals als Botschafter 1571/2). Er war Vertrauter der Königin, die ihn zum Lordsiegelbewahrer (1573–1576) und 1572 zum Kanzler des Hosenbandordens machte. 1571 beauftragte ihn die Königin mit einer Mission zur Kolonialisierung von Nordirland. Das stieß aber auf großen Widerstand des dortigen O`Neill-Clans, die daraufhin das vorgesehene Land verwüsteten.
In den 1560er Jahren schrieb er ein Buch über die Regierungsform in England De Republica Anglorum, das 1582 erschien. 1568 veröffentlichte er ein Buch über die korrekte Aussprache des Englischen. Einer seiner Schüler war Edward de Vere.
Smith war zweimal verheiratet und hatte einen illegitimen Sohn. In erster Ehe heiratete er 1548 Elizabeth, Tochter von William Carkeke aus London. Sie starb 1552. Im Jahr 1554 heiratete er Philippa, Tochter von Henry Wilford aus London und Witwe von Sir John Hampden of Theydon Mount. Sie starb 1578.